# Корецкий, Вадим Иванович
Вади́м Ива́нович Коре́цкий (31 августа 1927, Воронеж — 28 января 1985, Москва) — советский историк, специалист в области истории России XVI—XVII веков. Доктор исторических наук (1976), профессор.

## Биография
В. И. Корецкий родился 31 августа 1927 года в Воронеже, в семье железнодорожного служащего.
В 1944 году, находясь в эвакуации, окончил среднюю школу в Петропавловске (Казахстан). В 1945—1948 годах учился в Московском институте инженеров железнодорожного транспорта, но интерес к истории заставил его изменить свой выбор.
В 1952 году окончил исторический факультет МГУ (однокурсник Л. М. Брагиной, А. Д. Горского, И. В. Григорьевой, Г. Г. Дилигенского, И. Д. Ковальченко, Ю. С. Кукушкина, Н. Н. Покровского, А. А. Сванидзе, К. Г. Холодковского, Я. Н. Щапова, Н. Я. Эйдельмана и других известных историков), затем аспирантуру.
С декабря 1956 года — младший научный сотрудник сектора истории религии и атеизма Института истории АН СССР. Кандидат исторических наук (1958); тема диссертации: «Очерки по истории закрепощения крестьян в России в конце XVI — начале XVII в.».
Работая с 1965 года в секторе истории СССР периода феодализма, В. И. Корецкий входил в Группу по изданию Полного собрания русских летописей; с 1975 года и до конца жизни был сотрудником сектора источниковедения. В 1976 году защитил докторскую диссертацию «Формирование крепостного права и Первая крестьянская война в России» (по монографии 1975 года).
Член Археографической комиссии АН СССР. Член учёных советов ЦГАДА, музеев Московского Кремля, музея-заповедника «Коломенское». В 1980-1983 годах преподавал на кафедре истории СССР периода феодализма МГУ.

## Научная деятельность
Будучи одним из самых одарённых учеников академика Л. В. Черепнина, В. И. Корецкий продолжил традиции своего учителя и его предшественников — С. В. Бахрушина, Б. Д Грекова и других.
В его исследованиях главное место, в силу идеологических установок советского периода, принадлежало трём проблемам: история крепостничества в России, классовая борьба, русское летописание XVI—XVII веков. Недолюбливавший Корецкого А. А. Зимин всё же замечал, что «в делах XVII в., идя вслед за Самоквасовым, Корецкий разыскал интересные новгородские дела конца XVI в., упоминания о законодательстве того времени и т. п.».
Опубликованные им в различных периодических изданиях статьи предназначались не только специалистам, но и широкому кругу читателей, студентам истфака МГУ, слушателям Академии общественных наук при ЦК КПСС, Высшей комсомольской школы при ЦК ВЛКСМ.
В. И. Корецкий в своих статьях, публикациях новых источников, выступлениях всегда интересно, образно рассказывал о свежих находках указов и других документов о закрепощении крестьян, выступлениях народных низов в годы восстания И. И. Болотникова.

### Книги
- Закрепощение крестьян и классовая борьба в России во второй половине XVI в. / Ред. В. И. Шунков; Институт истории СССР АН СССР. — М.: Наука, 1970. — 368 с.
  - Приложения: с. 304—336. Имен. указ.: с. 337—358. Географ. указ.: с. 359—367
- Формирование крепостного права и первая крестьянская война в России / Институт истории СССР АН СССР. — М.: Наука, 1975. — 392 с.
- Крестьянская война в России начала XVII в.: Сборник документов / Сост. В. И. Корецкий. — М., 1981. — Т. 1.
- История русского летописания второй половины XVI - начала XVII в. / Отв. ред. В. И. Буганов; Институт истории СССР АН СССР. — М.: Наука, 1986. — 272, портр. с.

### Статьи
- Новгородские грамоты XV века из архива Палеостровского монастыря // Археографический ежегодник за 1957 г. — М.: Наука, 1958.
- Из истории Крестьянской войны в России начала XVII века // Вопросы истории. 1959. № 3.
- Новые документы по истории восстания И. И. Болотникова // Советские архивы. 1968. № 6.
- Клосс Б. М., Корецкий В. И. В. Н. Татищев и начало изучения русских летописей // Летописи и хроники. 1980 г. В. Н. Татищев и изучение русского летописания. — М., 1981. — С. 5—13.
- Успенский собор как памятник идейно-политической жизни Москвы конца XV—начала XVII века // Государственные музеи Московского Кремля. Материалы и исследования. Вып. VI. — М., 1989. — С. 64—76.